# Sundasalanx mekongensis
Sundasalanx mekongensis är en fiskart som beskrevs av Ralf Britz och Kottelat, 1999. Sundasalanx mekongensis ingår i släktet Sundasalanx och familjen Sundasalangidae. Inga underarter finns listade i Catalogue of Life.